# Rudy - Il successo di un sogno
Rudy - Il successo di un sogno (Rudy) è un film del 1993 diretto da David Anspaugh e basato sulla vera storia di Rudy Ruettiger, motivatore ed ex giocatore di college football nel campionato universitario statunitense NCAA di football americano - Division I FBS.

## Trama
Fine anni '60. Rudy Ruettiger è un ragazzo di Joliet, Illinois, appassionato di football americano che sogna di giocare nella squadra del Notre Dame; purtroppo, sebbene abbia un fisico atletico, non ha né i soldi, né i voti alti necessari all'iscrizione all'università. Così, finita la scuola, è costretto a lavorare nell'acciaieria locale insieme a suo padre e suo fratello maggiore, Frankie. Dopo che il suo migliore amico Pete muore in un incidente, decide di seguire il suo sogno.
Arrivato all'università, grazie all'aiuto dell'ex preside e prete locale Padre John Cavanaugh, Rudy si iscrive al college Holy Cross, che gli sta vicino, per un periodo di prova di due semestri e trova lavoro come assistente del custode dello stadio, il burbero Fortune. Senza soldi e incapace di trovare vitto e alloggio, Rudy è costretto a infiltrarsi nell'ufficio di Fortune ogni notte per dormire e alla fine Fortune gli lascia una coperta e le chiavi dell'ufficio. Inoltre, Rudy stringe amicizia con lo studente D-Bob, che lo aiuta a superare la sua dislessia e a migliorare negli studi.
Dopo due anni e tre rifiuti, Rudy viene finalmente ammesso al Notre Dame e, in seguito a una dura selezione, entra a far parte della squadra di football come walk-on, destinato a seguire la partita dagli spalti; il coach Joe Yonto però nota la sua determinazione e gli assegna un posto fisso in squadra durante gli allenamenti quotidiani. Eccitato, Rudy lo dice a Fortune e gli fa promettere di venirlo a vedere alla sua prima partita.
Giocando bene in allenamento, Rudy convince l'allenatore Ara Parseghian a lasciarlo giocare in una partita in casa nel suo ultimo anno. Tuttavia, Parseghian si ritira dopo la stagione 1974 e viene sostituito dall'ex allenatore dei Green Bay Packers Dan Devine, che si rifiuta di mettere Rudy nella lista dei giocatori per il giorno della partita. Frustrato, Rudy lascia la squadra. Fortune lo trova e gli racconta di aver giocato anche lui con i Notre Dame in passato, ma di aver abbandonato la squadra perché pensava che non lo lasciassero giocare in quanto nero; racconta di essersi sempre pentito della sua decisione. 
Rudy si convince a tornare in squadra; ognuno dei suoi compagni senior, a partire dal capitano della squadra Roland Steele, si mette in fila per deporre la propria maglia sulla scrivania di Devine, chiedendo che a Rudy sia permesso di giocare al loro posto per l'ultima partita della stagione; così Devine lascia entrare Rudy in squadra nella partita contro il Georgia Tech, fra i rincalzi.
Con Fortune, D-Bob e tutta la famiglia fra gli spettatori, Rudy si fa valere in campo placcando il quarterback avversario e dando un contributo decisivo alla vittoria della sua squadra; a fine partita viene sollevato dai suoi compagni di squadra e portato fuori in trionfo fra gli applausi del pubblico.